# Jennifer Bini Taylor
Jennifer Bini Taylor (n. 19 aprilie 1972, Hoboken, New Jersey, SUA) este o actriță americană, cel mai binecunoscută pentru rolul din Two and a Half Men unde era logodnica lui Charlie Harper. De asemenea a mai apărut în thrillerul erotic Wild Things alături de Neve Campbell și Denise Richards.
Taylor a crescut în Coral Springs, Florida și a fost pe locul doi în concursul de frumusețe Miss Florida USA în 1995 și 1996. Acum locuiește în Los Angeles cu soțul și cei doi copii, Jake și Samantha.

## Filmografie
| Anul      | Film               | Rol                      | Note                                                |
| --------- | ------------------ | ------------------------ | --------------------------------------------------- |
| 1998      | Wild Things        | Barbara Baxter           |                                                     |
| 1998      | Maximum Bob        | Gail Tyrone              | T.V, 1 episod, Once Bitten                          |
| 1998      | Holy Man           | Hot Tub Girl             |                                                     |
| 1998      | The Waterboy       | Rita                     |                                                     |
| 2000      | Pacific Blue       | Patti Wolfson            | T.V, 1 episod, Disrobed                             |
| 2000      | Diagnosis Murder   | Charmaine Dufour         | T.V, 1 episod, Two Birds With One Sloan             |
| 2000      | The Disciples      | Kilmo                    |                                                     |
| 2000      | Arli$$             | Roberta Takega           | T.V, 1 episod, Where There's A Will                 |
| 2000      | Yes, Dear          | Rebecca                  | TV, 1 episod, The Good Couple                       |
| 2001      | Nathan's Choice    | Julia                    |                                                     |
| 2003      | Two And A Half Men | Suzzane                  | TV, 1 episod, Pilot                                 |
| 2005      | Charmed            | Eve                      | TV, 1 episod, Run, Piper, Run                       |
| 2005      | Rumor Has It…      | Jocelyn Richelieu        |                                                     |
| 2006      | Las Vegas          | Judy McKee               | TV 1 episod, Fidelity, Security, Delivery           |
| 2007      | Two And A Half Men | Nina                     | TV, 1 episod, Our Leather Gear is in the Guest Room |
| 2008      | Ghost Whisperer    | Jill Benjamin            | TV, 1 episod, Slam                                  |
| 2008      | Unhitched          | Sasha                    | TV, 1 episod, Woman Marries Horse                   |
| 2008–2010 | Two And A Half Men | Chelsea Christine Melini | TV, în sezonul 7; episcodic în sezonul 6)           |